# Übertragbarkeit
Übertragbarkeit ist die (technische) Möglichkeit oder die rechtliche Befugnis, Gegenstände oder Eigenschaften von einem Rechtssubjekt oder Rechtsobjekt auf ein anderes übergehen zu lassen.

## Allgemeines
Die Übertragbarkeit betrifft eine Vielzahl von Fachgebieten. Rechtssubjekte können natürliche oder juristische Personen sein, zwischen denen Rechtsobjekte oder Eigenschaften übertragen werden sollen. Der Gegenstand (Rechtsobjekt) wird im Recht als Oberbegriff aufgefasst für Sachen, Forderungen, Immaterialgüterrechte sowie Vermögensrechte, nicht jedoch für Persönlichkeits- und Familienrechte.

## Fachgebiete
Zu den Fachgebieten, die mit der Übertragbarkeit befasst sind, gehören insbesondere:
- Recht:
  - Allgemein versteht man in der juristischen Methodenlehre unter Übertragbarkeit die Möglichkeit, bestimmte spezifische Rechtsnormen oder Rechtsprechung auch in anderen Rechtsgebieten anwenden zu können. Derartige Rechtsfragen können durch Analogie geklärt werden.
  - Spezielle Rechtsgebiete:
    - Ausweispflicht: Der Inhaber eines Personalausweises darf an diesem gemäß § 1 Abs. 1 PAuswG den Gewahrsam nicht aufgeben; der Personalausweis ist daher nicht übertragbar.
    - Gesellschaftsrecht: Der Bundesgerichtshof (BGH) hält die Befugnis des Geschäftsführers einer GmbH zur organschaftlichen Willenserklärung und die damit verbundene Verantwortung für unübertragbar.[2] Infolgedessen kann der Geschäftsführer seine Vertretungsmacht nicht im Ganzen durch einen Dritten ausüben lassen.
    - Die Übertragbarkeit eines Gestaltungsrechts gehört zu den umstrittensten Rechtsfragen bei der Behandlung der Gestaltungsrechte.[3] Sie sind nach § 413 BGB nicht alle selbständig übertragbar, sondern lediglich die nicht akzessorischen Rechte wie das Vorkaufsrecht, Wiederkaufsrecht oder Rücktrittsrecht.
    - Höchstpersönliche Rechte (wie etwa gegenseitige Gesellschafteransprüche aus § 717 Abs. 2 BGB, Urheberrechte gemäß § 29 Abs. 1 UrhG) oder Urlaub (§ 4 Abs. 4 TVG, § 1 BUrlG) sind nicht auf andere Personen übertragbar. Eine Übertragung des Urlaubs auf das nächste Kalenderjahr ist arbeitsrechtlich nur bei dringenden betrieblichen oder in der Person des Arbeitnehmers liegenden Gründen statthaft (§ 7 Abs. 3 BUrlG). Bei Urheberrechten kann die Übertragung auf andere Rechtssubjekte im Wege der Lizenz als einzelnes Nutzungsrecht erfolgen, ohne dass der Kernbereich des Urheberrechts berührt wird. Als „im Zweifel nicht übertragbar“ werden angesehen § 613 Satz 2 BGB (Anspruch auf Dienstleistung), § 664 Abs. 2 BGB (Auftragsausführung) und § 1059 BGB (Nießbrauch). Auch der Unterlassungsanspruch gilt seit Juni 1935 als höchstpersönliches Recht, weshalb er als solcher unübertragbar ist.[4]
    - Im Reiserecht kann der Reisende vor Reisebeginn gemäß § 651e Abs. 1 BGB erklären, dass statt seiner ein Dritter in die Rechte und Pflichten aus dem Pauschalreisevertrag eintritt.
    - Steuerrecht: Das nach § 10a EStG oder das in den §§ 79 ff. EStG geförderte Altersvorsorgevermögen einschließlich seiner Erträge, die geförderten laufenden Altersvorsorgebeiträge und der Anspruch auf die Zulage sind gemäß § 97 EStG nicht übertragbar; das gilt auch für die Riester-Rente;[5] siehe auch Hauptartikel Unpfändbarkeit.
    - Das Schuldrecht kennt bei der Übertragbarkeit die Übertragung von Forderungen/Rechten in Form der Abtretung, das Sachenrecht nennt die Übereignung oder das Arbeitsrecht den Betriebsübergang. Es sind also nicht nur einzelne Sachen, sondern auch Sachgesamtheiten übertragbar. Bei diesen Rechtsgeschäften übertragen die Rechtssubjekte bestimmte Rechtsobjekte auf andere Rechtssubjekte. Übertragbar ist sowohl Eigentum (etwa durch eine Einigung nach § 929 S. 1 BGB in Form eines Kaufvertrags) als auch Besitz (durch Leihe, Miete, Pacht, Nießbrauch, Leasing).
    - Das Wertpapierrecht regelt die Übertragbarkeit von Wertpapieren (Inhaberpapiere durch bloße dingliche Einigung und Übergabe, Orderpapiere durch  Einigung, Indossament und Übergabe, Namenspapiere durch Einigung, Abtretung und Übergabe). Auch Geld ist zwecks Erhöhung seiner Fungibilität unbegrenzt übertragbar. Geld und Inhaberpapiere können selbst dann gutgläubig erworben werden, wenn sie dem Eigentümer gestohlen worden, verloren gegangen oder sonst abhandengekommen waren (§ 935 Abs. 2 BGB).
    - Haushaltsrecht: Die Haushaltsgrundsätze der Jährlichkeit und Jährigkeit verlangen die Aufstellung pro Haushaltsjahr, von der es im Rahmen der Rechnungsabgrenzung eine Ausnahme für die Fortführung von Projekten und Haushaltsausgaberesten gibt. Die zeitliche Übertragbarkeit von Haushaltsmitteln bildet eine Ausnahme vom Grundsatz der Jährigkeit.[6] Nach dem Grundsatz der temporären Spezialität dürfen zu verausgabende Haushaltsmittel nur in der Zeit, für die der Haushaltsplan gilt, ausgegeben werden (Bund und Länder: § 34 Abs. 2 HGrG). Ausgenommen sind Ausgaben, für die Übertragbarkeit entweder generell (Ausgaben für Investitionen und Ausgaben aus zweckgebundenen Einnahmen; § 15 Abs. 1 HGrG) oder durch besondere Erklärung im Haushaltsplan zugelassen ist (Übertragbarkeit von Ausgaben, § 15 Abs. 1 Satz 2 HGrG). Zu übertragende Einnahmereste und zu übertragende Ausgabereste sind gemäß § 38 HGrG als eigener Haushaltstitel zu führen.
- Software: Übertragbarkeit (oder Portabilität) wird nach ISO/IEC 9126 als die „Einfachheit definiert, mit der eine Software von einer Hardware- oder Softwareumgebung in eine andere ‚übertragen‘ werden kann.“ Hierbei wird rechtlich ein Rechtsobjekt auf ein anderes übertragen. Die heutige heterogene Informationstechnik erfordert die Ausführung von Computerprogrammen in unterschiedlichen Konfigurationen.[7]

## Folgen
Die Übertragbarkeit von Rechtsobjekten sorgt für ihre Fungibilität oder Mobilität, so dass sie nicht dauerhaft bei ihrem Rechtsinhaber verbleiben müssen. Hierdurch wird ihre Verkehrsfähigkeit sichergestellt. Nicht nur einzelne Sachen, sondern auch Sachgesamtheiten (Fuhrpark) oder Vermögensmassen (Unternehmenskauf, Erbschaftsvermögen) sind unter bestimmten Voraussetzungen übertragbar. Durch Übertragbarkeit kann die Wirtschaft erst funktionieren, so dass sich bei Transaktionen wie dem Kaufvertrag ein Preis (Börsenkurs, Goldpreis, Silberpreis, Marktpreis, Metallwert, Substanzwert, Sammlerwert) bilden kann.